# NGC 2758
NGC 2758 é uma galáxia espiral (Sc) localizada na direcção da constelação de Hydra. Possui uma declinação de -19° 02' 34" e uma ascensão recta de 9 horas, 05 minutos e 31,1 segundos.
A galáxia NGC 2758 foi descoberta em 1886 por Frank Müller.